# Mercedes Giner Llorca
María Mercedes Giner Llorca (Finestrat, 1955) es una política española. Ha sido alcaldesa durante ocho años del municipio de Torrijos y actualmente es diputada en las Cortes de Castilla-La Mancha.

## Trayectoria
Cursó estudios en el colegio de San Gil y más tarde obtuvo el título de Diplomada en Enfermería.

### Política municipal
Formó parte de la candidatura del PSOE en las elecciones de 1995. Perteneció a varias comisiones informativas y ejerció la segunda portavocía de su grupo. En esa legislatura interpuso una querella criminal contra el alcalde de la localidad Miguel Ángel Ruiz-Ayúcar por los daños morales causados por la publicación de folletos, pasquines y carteles, de carácter injurioso y que atentan contra la dignidad y buen nombre. Cuatro años después el Tribunal Supremo desestimó la demanda y obligó a Giner a pagar los costes del proceso.
En 1999 encabezó la candidatura de ese mismo grupo político obteniendo mayoría absoluta, siendo elegida alcaldesa de Torrijos. Con esta victoria el PSOE ocupaba por primera vez la alcaldía de la ciudad.
Con Mercedes Giner la corporación fue presidida por primera vez en Torrijos por una mujer. Igualmente encabezó la candidatura en las elecciones de 2003, que fueron ganadas por el PP, pero llegando el PSOE e IU a un acuerdo se formó una coalición, por la que Mercedes Giner fue elegida como alcaldesa. Finalmente perdió la alcaldía de Torrijos en las elecciones municipales de 2007. Ha sido miembro de la Ejecutiva Provincial del PSOE y es la presidenta de este grupo en Torrijos.

### Diputada autonómica
Fue diputada en las Cortes de Castilla-La Mancha en las legislaturas IV, V, VI y VII, y VIII.
Fue la única mujer en dichas cortes que ha repetido el cargo de diputada en cuatro ocasiones. A pesar de esta larga trayectoria en las cortes Giner ha declarado su preferencia por la política municipal, calificando el hecho de ser diputada como una cuestión coyuntural.
En la VII legislatura pertenece a las siguientes comisiones:
- Vocal de la Comisión de Turismo y Artesanía (desde el 09-07-2007).
- Presidenta de la Comisión de Mujer (desde el 09-07-2007).
- Secretaria de la Comisión de Industria y Sociedad de la Información (desde el 02-10-2008).
- Vocal de la Comisión de Sanidad (desde el 09-07-2007).
- Vocal de la Comisión de Trabajo y Empleo (desde el 09-07-2007).
- Vocal de la Comisión de Control de Radio y Televisión de Castilla-La Mancha (desde el 03-10-2008).
- Vocal de la Comisión de Agricultura y Desarrollo Rural (desde el 02-10-2008).
- Vocal de la Comisión de Cooperación para el Desarrollo (desde el 02-10-2008).